# Где ты, любовь?
«Где ты, любо́вь?» — советский музыкальный художественный фильм 1980 года режиссёра Валериу Гажиу производства киностудии «Молдова-фильм». 
В главной роли — София Ротару.

## Сюжет
После окончания консерватории учительница музыки Марчела (София Ротару) преподаёт музыку в сельской музыкальной школе в Молдавии и мечтает стать певицей. В качестве солистки её приглашают в самодеятельный вокально-инструментальный ансамбль, которым руководит кишинёвский астроном Виктор (Григорий Григориу). У молодых людей начинается роман, но тут вмешивается ещё один поклонник Марчелы — Андрей (Евгений Меньшов). Марчелу ждут любовь, творческие успехи и, как полагается, победа на международном конкурсе.

## О фильме
Съёмки картины «Где ты, любовь?» начались в Кишинёве, в котором в главной роли снялась звезда советской эстрады София Ротару. В полудокументальной — полухудожественной картине Ротару играла саму себя, хотя и фамилия героини (Базатин) не была созвучна фамилии исполнительницы главной роли.
Изначально картина была задумана как музыкальная, поэтому на главную роль была приглашена известная певица — София Ротару.
Режиссёр Валерий Гажиу вспоминал:

Честно говоря, картина «Где ты, любовь?» была для меня «проходной». Я-то ведь собирался снимать музыкальный фильм «Год призвания», в котором София тоже должна была сниматься. Но в Госкино СССР решили иначе. До сих пор помню, что мне сказали: «Сделай фильм про Ротару, иначе мы не пропустим твой фильм». Причём к «Году призвания» уже началась подготовка, а к фильму о Ротару даже сценария не было!

В результате был написан сценарий, который удовлетворил и руководство. Эта должна была быть первая полноценная художественная лента с Софией Ротару (которая, узнав о фильме будучи в Одессе с концертами, дала своё согласие). Съёмки картины начались с актёрским ансамблем, который, хоть фильм и был музыкальным, набрался вполне звёздный. Снимались Григорий Григориу, Евгений Меньшов (ведущий передачи «Песня года»), Виктор Чутак. Из-за съёмок Ротару пришлось отказаться от гастролей, что не устраивало руководство ансамбля «Червона рута», где выступала певица. Съёмки проходили в Молдавии, в Крыму и в Одессе.
Один из эпизодов фильма снимался в башне-музее Молдавского государственного университета. По словам режиссёра Гажиу, он всегда мечтал снять что-нибудь в этой башне и специально для неё придумал эпизод:

Ведь главный герой (Григориу) по профессии был астрономом. Поэтому мы использовали для съёмок обсерваторию в башне. Что касается вымышленности или правдивости истории… Многое в жизни главной героини и самой Ротару совпало: сельская девочка, учительница, участница ансамбля.
Согласно воспоминаниям участников съёмок София Ротару испытывала стресс перед кинокамерами и режиссёру с певицей приходилось работать долго и упорно, и, по словам Гажиу, дело доходило до ссор.
В то время Ротару была известна на весь Союз, но стеснялась своей славы и переживала, когда её останавливали на улице взять автограф, часто запираясь в номере. Все жертвы себя оправдали, и фильм пользовался большим успехом. Сразу после его выхода на экраны Ротару предложили следующую роль, уже в картине «Душа».

## В ролях
- София Ротару — Марчела, учительница музыки
- Григоре Григориу — Виктор
- Евгений Меньшов — Андрей
- Виктор Игнат — Ион
- Павел Махотин — Павел Владимирович
- Екатерина Казимирова
- Константин Константинов — отец Марчеллы
- Виктор Чутак — Георгий Павлович, директор школы

## Музыка
В фильме звучат популярные шлягеры 1970—80-х годов, созданные Ионом Алдя-Теодоровичем, Александром Зацепиным, Алексеем Мажуковым, Раймондом Паулсом, Юрием Саульским, Робертом Рождественским, Ильёй Резником. Одна из самых известных песен в репертуаре Софии Ротару — «Красная стрела» (музыка Алексея Мажукова, стихи Николая Зиновьева) была написана специально для фильма «Где ты, любовь?».
- Песни из кинофильма «Где ты, любовь?» на виниловом диске «Где ты, любовь?» 1981 года выпуска.

## Песни, исполненные Софией Ротару
- Где ты, любовь?
- Красная стрела
- Мой милый Иванушка (Иоане) (молд.)
- Танец на барабане
- Особый друг
- Приди (молд.)
- Облако-письмо
- Не забывай
- Первый дождь (дуэт с Феликсом Красиловским)
- Осенняя песня (молд.)

## Критика
В журнале «Крокодил» была опубликована эпиграмма Владимира Волина на этот фильм:

И под оркестр, и под гитару

Певица шлягеры поёт,

Но даже пение Ротару

Сценарий слабый не спасёт…

## Фестивали и награды
- 1981 — XIV Всесоюзный кинофестиваль (Вильнюс) по разделу художественных фильмов:  премия за популяризацию песенного творчества — фильму «Где ты, любовь?».[4]